# Wiccan (personaje)
Wiccan (William «Billy» Maximoff ó William «Billy» Kaplan-Altman) es un superhéroe que aparece en los cómics estadounidenses publicados por Marvel Comics, ha sido representado como miembro de los Jóvenes Vengadores, un equipo de superhéroes adolescentes, así como de Strikeforce y los Nuevos Vengadores. Creado por el escritor Allan Heinberg y el artista Jim Cheung, apareció por primera vez en Young Avengers #1 (abril de 2005). La apariencia del personaje está inspirada en la de dos prominentes superhéroes de Marvel, Thor y la Bruja Escarlata, ambos miembros de los Vengadores. Ha utilizado diferentes alias como Asgardiano o Demiurgo. Al igual que su madre, la Bruja Escarlata, Wiccan posee poderosas habilidades mágicas que lo convierten en un miembro clave de su equipo de superhéroes.
Reclutado para los Jóvenes Vengadores por Iron Lad, la historia de Wiccan incluye el descubrimiento de que él y su compañero héroe adolescente Veloz son, de hecho, hermanos gemelos perdidos hace mucho tiempo, y que la pareja son los hijos de Bruja Escarlata y su esposo Visión. Entre las historias más importantes del personaje se encuentran por su madre desaparecida junto a su hermano, aprender a dominar sus poderes y una relación continua con su compañero de equipo Hulkling, con quien se casó en 2020, protagonizando así la primera boda LGBTQ+ en los cómics de Marvel.
Además de su papel permanente como miembro de los Jóvenes Vengadores, Wiccan también ha sido miembro de Avengers Idea Mechanics, Strikeforce, los Guardianes de la Galaxia y Los Vengadores. Es conocido por ser un personaje gay destacado en Marvel Comics.
Un Billy Maximoff ilusorio apareció en la miniserie de Disney+ del Universo cinematográfico de Marvel, WandaVision (2021) interpretado por Baylen Bielitz y Julian Hilliard, con Hilliard regresando como una versión alternativa de Billy en la película Doctor Strange en el multiverso de la locura (2022). Maximoff regresó, en su reencarnación adolescente, al cuerpo de William Kaplan, en la miniserie Agatha All Along (2024), interpretado por Joe Locke.

## Historial de publicaciones
Wiccan apareció por primera vez en Young Avengers # 1 (abril de 2005). El tema fue escrito por Allan Heinberg y dibujado por Jim Cheung. Uno de los cuatro miembros originales de los Jóvenes Vengadores, el equipo se fundó después de que los Vengadores se disolvieran en la línea de la historia Avengers Disassembled.
Inicialmente, Heinberg asumió que Marvel no le permitiría escribir dos personajes abiertamente homosexuales destacados. Debido a esto, originalmente planeó escribir el interés amoroso de Billy, Hulkling, como una cambiaformas llamada Chimera. Quimera descubriría que su verdadera forma era masculina, lo que obligaría a Billy a decidir si todavía estaba enamorado de él. Sin embargo, debido a la complejidad de esta trama propuesta, el editor Tom Brevoort sugirió simplemente hacer que ambos personajes fueran homosexuales.
Wiccan apareció en la nueva serie Young Avengers 2013 de Kieron Gillen y Jamie McKelvie.
Como parte del cambio de marca de Marvel All-New All-Different Marvel, Wiccan (junto con Hulkling) aparece como miembro de los Nuevos Vengadores liderados por Sunspot, junto con Songbird, Chica Ardilla, Ojo de Halcón, Power Man y White Tiger. Posteriormente actuó como estrella invitada en la serie Bruja Escarlata escrita por James Robinson.
En el 2019 protagonizó Strikeforce junto a Blade, Angela, Spider-Woman, Monica Rambeau, Daimon Hellstrom y Soldado del Invierno. La serie, escrita por Tini Howard, terminó en el puesto 9 en agosto de 2020.
Wiccan y Hulking se unirán a la serie Guardianes de la Galaxia de Al Ewing empezando por el n.º 13 de abril de 2021 como parte de un nuevo arco de la historia, uniéndose a los miembros actuales Star-Lord, Nova, Gamora, Groot y Rocket Raccoon.

## Biografía ficticia del personaje

### William Maximoff
Thomas y William Maximoff eran gemelos nacidos de la hechicera sobrehumana Wanda Maximoff, la Bruja Escarlata y el héroe androide Visión, ambos miembros de los Vengadores. El embarazo y los nacimientos fueron el resultado de que Bruja Escarlata aprovechara temporalmente una gran fuente de energía mágica que le permitió concederse un deseo de tener una familia.Más tarde, los gemelos son tomados por el villano Maestro Pandemonium, un sirviente del señor demonio Mephisto. Mephisto afirma que después de su derrota a manos del poderoso Franklin Richards,su esencia se dividió en varias piezas y se dispersó, y que Wanda usó inadvertidamente dos de estas piezas para dar vida a sus gemelos, quienes en realidad son construcciones mágicas. Mephisto aparentemente borró a los niños Thomas y William de la existencia, reabsorbiendo su energía.Después de estos eventos, Wanda y Visión terminan su matrimonio.
Más tarde, durante la historia Avengers Disassembled, se sugiere que los gemelos fueron creados por los poderes de deformación de la realidad que Wanda Maximoff siempre ha tenido, incluso si ella no lo sabía. Más tarde, se demuestra que esta sugerencia es falsa en Avengers: The Children's Crusade, que aclara que Wanda solo tiene poderes de deformación de la realidad temporalmente durante Avengers Disassembled debido a que el Dr. Doom la hizo aprovechar la energía mística de una fuente llamada Life Force.La misma historia se refiere a William y Thomas como "almas perdidas" que fueron "tomadas" en lugar de reclamadas por Mephisto, y más tarde, Scarlet Witch considera la posibilidad de que Mephisto estuviera mintiendo sobre los orígenes y la naturaleza de los gemelos, tal como a menudo ha mentido para promover su propia agenda.
De alguna manera, años antes del matrimonio de Wanda y Visión, sus gemelos renacen como Thomas Shepherd (más tarde el héroe llamado Veloz) y Billy Kaplan, dos niños físicamente idénticos (excepto por el color del cabello) pero nacidos en familias diferentes.

### William Kaplan
Billy Kaplan es el mayor de tres hijos nacidos de los judíos reformados Jeff Kaplan (un cardiólogo) y Rebecca Kaplan (una psicóloga). Ambos son judíos reformistas y lo criaron en la religión. Billy, que sufre acoso escolar con regularidad, admira a los superhéroes, en particular al equipo de Los Vengadores. El encuentra consuelo fuera de las puertas de la Mansión de los Vengadores. Un día, después de resultar herido en una pelea con acosadores, Billy se encuentra con la Bruja Escarlata, quien le dice que se mantenga firme la próxima vez que lo acosen y le toca la cabeza, curándolo.
Unas semanas después, Billy actúa para defender a otro niño que está siendo acosado, demostrando sus poderes mágicos por primera vez y casi matando a su torturador.Después, comienza a practicar con sus poderes, aprendiendo que puede generar rayos y volar. También puede lanzar hechizos cantando sus intenciones.
Unos años más tarde, debido a la influencia del Doctor Doom y al verse abrumada por un aumento temporal de poder, Bruja Escarlata ataca a los Vengadores, provocando la destrucción de Vision y la Mansión de los Vengadores. Después de someter a Wanda, y sin saber que estaba bajo la influencia de otra persona, los Vengadores se disuelven.

#### Jóvenes Vengadores
Antes de su destrucción, Visión creó un protocolo para activar y reclutar a un equipo de jóvenes con habilidades sobrehumanas y que estén conectados de alguna manera con el equipo de los Vengadores. Uno de los seleccionados es Billy, lo que indica que Visión y otros aprendieron que su poder era similar al de Wanda Maximoff. Iron Lad, una versión joven e incorrupta del villano Kang el Conquistador, se convierte en líder de estos Jóvenes Vengadores. Inicialmente, Billy elige el nombre clave Asgardiano. Durante las aventuras iniciales del equipo, Billy comienza a coquetear con su compañero de equipo Teddy Altman, el cambiaformas llamado Hulkling.
Iron Lad desaparece más tarde, pero sus patrones de ondas cerebrales se utilizan, junto con su armadura, para crear una nueva versión de Visión que se parece a un adolescente y tiene su propia personalidad. Después de las aventuras iniciales del equipo, Billy decide cambiar su nombre en clave a Wiccan. A pesar de que los Vengadores principales ahora se han reformado, los Jóvenes Vengadores continúan operando como un equipo de superhéroes. Billy y Teddy comienzan a salir en serio. Wiccan comienza a usar " libros de autoayuda" propiedad de la madre de Hulkling para ayudarlo con su lanzamiento de hechizos.

#### Wiccan & Veloz
Billy ha dicho que Wanda Maximoff, la Bruja Escarlata, era su Vengadora favorita, y se ha dado a entender que sus poderes están vinculados a los de ella. Billy se une a Tommy mientras buscan a la Bruja Escarlata a través de Genosha y Wundagore antes de encontrarse finalmente con el Maestro Pandemonium en una antigua residencia de la Bruja Escarlata y la Visión. El Maestro Pandemonium decide no luchar contra los chicos después de reconocer que la magia de Wiccan es la misma que la de la Bruja Escarlata. En cambio, elabora su historia sobre Mephisto y la Bruja Escarlata y les advierte que la historia que buscan está llena de "oscuridad y caos" y que deben aceptar quiénes son en el presente.

#### Civil War
Durante la Guerra Civil de superhéroes, Billy y Tommy planean buscar a Wanda, S.H.I.E.L.D. arresta a los Young Avengers. Sin embargo, Sam Wilson (Falcon) y Steve Rogers (Capitán América) interceptan el bus de S.H.I.E.L.D. que transporta a los presos y Wiccan teletransporta al equipo fuera de la situación, en la base de Resistencia de las Operaciones de los Combatientes.
Cuando los Runaways tratan de mantenerse fuera del conflicto, apenas se las arreglan para escapar de las fuerzas del gobierno. Escuchando el desarrollo en las noticias, los Young Avengers deciden ayudar a los fugitivos a pesar de que el Capitán América veta el plan. Wiccan utiliza su magia para localizar y teletransportarse con los fugitivos. Sin embargo, los Runaways creen que los Young Avengers han llegado a su captura y una lucha sucede hasta que Eli Bradley (Patriota) logra convencer a Nico Minoru para detener a las hostilidades. Más tarde, los dos equipos son atacados por Noh-Varr, que captura a Wiccan, Karolina Dean y Hulkling, y (aparentemente) mata a la runaway Xavin. Los jóvenes héroes se conviertene en prisioneros de Warden, que procede a practicar la vivisección del inconsciente Teddy. Los chicos son rescatados por Xavin, cuya fisiología Skrull le permitió recuperarse del ataque de Noh-Varr. Él está a punto de matar a Warden, pero Teddy lo detiene.
Wiccan es uno de los Vengadores Secretos, que participa en la gran batalla de la Guerra Civil y fue una de las dos primeras víctimas. Tony Stark y Peter Parker se dan cuenta de que dos rebeldes con poderes de teletransportación son necesarios para prevenir un escape de la emboscada. Por lo tanto, Wiccan y Cloak son disparados con dardos tranquilizantes y quedan inconscientes. Este ataque a dos de sus más jóvenes seguidores enfurece al Capitán América. Una violenta batalla se produce, por el término de los cuales, Goliath es asesinado por Ragnarok, el clon cyborg de Thor. La mayoría del grupo Anti-Registro escapa, pero Wiccan se queda atrás y es capturado por el bando Pro-Registro.
Billy y otros presos del bando Anti-Registro son finalmente liberados en una operación dirigida por el Capitán América. La operación es posible gracias a la habilidad para cambiar de forma de Teddy, lo que le permite imitar los patrones de la retina y la voz de Hank Pym, y por lo tanto libera a todos los presos de sus celdas.
Se muestra que Billy es miembro de la Iniciativa, junto con Hulkling. Más tarde se revela que algunos, quizás la mayoría, de los Jóvenes Vengadores en realidad no se unieron a la Iniciativa o ni siquiera se registraron. Ellos fueron registrados por sus contrapartes de Tierra-A; tanto Wiccan como Hulkling se quejan de estar registrados en sus "Yoes A".
Posteriormente se ha demostrado que desde que se registró, Billy ha pasado la mayor parte de su tiempo en casa, aparentemente castigado, ya que sus padres quieren que se registre.

#### La búsqueda de la Bruja Escarlata
Más tarde, Wiccan y Veloz se dedican a buscar a la Bruja Escarlata tras los acontecimientos de la Guerra Civil. Mientras Billy y Tommy buscan a Wanda (refiriéndose a ella como «mamá») se encuentran con el Maestro Pandemonium, que reconoce la magia de Wiccan como la de la Bruja Escarlata y explica, además, la historia de los hijos de la Bruja Escarlata. Sin embargo, él compara la búsqueda de los chicos por su pasado como un actor en aumento y el de Wanda, y les dice que su pasado era «la oscuridad y el caos» y les aconseja que deben adoptar lo que son ahora. Esto parece haber satisfecho a Wiccan, que olvida la búsqueda por el momento, decidiendo que es feliz con la persona que es.

#### La invasión Skrull
Billy, junto con los otros Jóvenes Vengadores, se une nuevamente a los Runaways cuando los Skrulls invaden.

#### Reino Oscuro y Siege
Wiccan reúne a los Jóvenes Vengadores en la Mansión de los Vengadores para responder a la ola de caos sobrenatural causada por Chthon. El equipo se convierte en piedra por la magia de Chthon, a excepción de Visión y Estatura, que llegan demasiado tarde.
El Doctor Strange, el ex-Hechicero Supremo, visita a Wiccan para discutir su campaña potencial y la capacidad para asumir el cargo como el nuevo Hechicero Supremo. Cuando Hood encuentra a Strange y lo compromete en un combate mágico, Wiccan lo ayuda, desobedeciendo las órdenes de Strange de huir. Wiccan y Strange se teletransportan con los Nuevos Vengadores en busca de ayuda.Luego, se le ve siendo controlado por Nightmare en el Doctor Voodoo.
Durante al Asedio a Asgard, Wiccan y los otros Jóvenes Vengadores responden al llamado de Steve Rogers con el propósito de derrocar el régimen de Norman Osborn y defender a Asgard.Wiccan, un amante de la mitología asgardiana, lucha en la batalla, y junto a Hulkling derrota a la Brigada de Demolición, que estaban saqueando el Salón del Trono después de la caída de Asgard. Muestra un terrible nivel de poder para producir rayos para conquistar a los villanos, algo que preocupa a Hulkling.

#### The Children's Crusade
Durante una pelea entre el grupo de armas nucleares los Hijos de la Serpiente y los Young Avengers, Wiccan pierde el control de sus poderes y deja al grupo de terroristas en estado de coma. Los Vengadores llegan y llevan a Wiccan a su base indicando que quieren examinar su capacidad total, ya que se preocupa de que, al igual que la Bruja Escarlata, si llegara a perder el control de sus poderes, podría causar una destrucción masiva. En el proceso, los Vengadores revelan al equipo que la Bruja Escarlata, después de haberse vuelto loca después de perder a sus hijos gemelos, mató a varios compañeros suyos de equipo, cambió la realidad en la Casa de M, y luego fue responsable de la muerte de millones de mutantes. Wiccan reitera su convicción de que él y Speed son realmente las almas de los niños de la Bruja Escarlata y que no pueden a haber sido el propósito detrás de los acontecimientos. Al ver a los Vengadores y a sus amigos desconfiando de la Bruja Escarlata y su malestar con él debido a la incertidumbre de sus poderes, se va corriendo, solo para encontrar que el Capitán América informó a sus padres sobre lo que ocurrió durante la batalla inicial. Wiccan, acompañado de Hulkling, va con el Capitán América y se encuentra en observación. Sin embargo, los otros Young Avengers deciden sacarlo, dejando a Wiccan para buscar a la Bruja Escarlata. Mostrándole que los niños que perdió están vivos y a salvo, los Jóvenes Vengadores creen que puede curarse de su locura y que puede ser capaz de revertir el daño que ha hecho. En particular, Estatura confía en que al localizar y curar a la Bruja Escarlata, esto podría significar una oportunidad de revivir a su padre. Inmediatamente, Magneto llega, indicando que él quiere que Wiccan y Veloz sepan de que es su abuelo.
Sin embargo, los Vengadores interceden en la conversación y entran en combate con Magneto y los Young Avengers. Wiccan es atacado por Wolverine y luego Ms. Marvel lo convence de que no pueden ganar. Wiccan teletransporta a su equipo y a Magneto a la Montaña Wundagore en Transia, el lugar de nacimiento de la Bruja Escarlata, dejando a los Vengadores atrás, que decidieron dejar a Wiccan para buscar a la Bruja Escarlata para encargarse de ambos a la vez. Al llegar, Patriot arremete su furia con Wiccan, pero Hawkeye intercede y decide que buscaran a la Bruja Escarlata juntos. Patriot le confiesa a Hawkeye que cree que los Vengadores están en lo correcto y que tienen que volver. Sin embargo, Hawkeye le dice a Patriot que tiene que elegir un lado y éste se va enojado. Vision confiesa su temor de que Stature puede sacrificarse para traer de vuelta a su padre, y que es algo que ni él y ni su padre hubieran querido. Finalmente, el grupo llega a la tumba de Magda, la madre de Wanda, y Magneto les cuenta a los chicos acerca de la Bruja Escarlata y el nacimiento de Quicksilver. Entonces Wiccan se va con su magia y encuentra a Wanda en la ciudad, y Speed va a investigar, solo para correr con Quicksilver. Quicksilver amenaza a Magneto y secuestra a Wiccan. Sin embargo, Speed alcanza a Quicksilver y los dos compiten, con Wiccan que es llevado por Quicksilver todo el tiempo. Con el tiempo, Quicksilver decide que la única manera de detener a su padre y obtener que Wiccan le ayude a encontrar a su hermana es matar a Magneto. Él forma un juego con postes de una cerca y corre de vuelta a la aldea, lanza estacas de madera a Magneto, que las esquiva. En el proceso, Quicksilver aparentemente empala a Wanda, que en realidad es un Doombot, y que el Doctor Doom tiene a la verdadera Bruja Escarlata.
Esa noche, todo el mundo, incluyendo a Magneto y Quicksilver, deciden que la invasión a Latveria para rescatar a la Bruja Escarlata es algo tonto, pero deciden dejarlo para mañana. Patriot una vez más reitera que no le gusta trabajar con Magneto. Wiccan deja al grupo en secreto y se encuentra en medio de un hechizo, Quicksilver le interrumpe, señalando sus similitudes y otra vez tratando con Wiccan para ayudarlo. Sin embargo, Hulkling viene con el resto de los Young Avengers y amenazan a los dos por pensar en ir a Latveria solos. Mientras tanto, los Vengadores se reúnen con el Hombre Maravilla, con la esperanza de usarlo para encontrar a Wiccan y a Wanda. Sin embargo, Simon no está de acuerdo y decide ir a buscar a Wanda y ayudar a traerla de vuelta. En Transia por la noche, Wiccan escribe una nota para Hulkling expresando su amor y pidiendo disculpas por ir a Latveria solo. Wiccan se teletrasporta al Castillo de Doom y se disfraza de la Bruja Escarlata para entrar. Es escoltado por Doombots a una habitación donde se encuentra asaltado por una amnésica Bruja Escarlata. Wiccan le dice a Wanda que tiene un plan para sacarla de allí, sin decir de que él es su hijo. Sin embargo, Wanda dice que no hay necesidad de irse ya que está a punto de casarse. El Dr. Doom llega diciéndole a Wiccan de que él se casará con Wanda y ataca a Wiccan.
Wiccan trata de decirle a Wanda sobre su vida pasada como la Bruja Escarlata, pero el Dr. Doom lo deja inconsciente durante la batalla antes de que pudiera terminar. Después, Doom dice que Wanda llegó a él, y aunque él no entiende como, realmente se ha enamorado de ella. Luego, Wanda va a ver a Wiccan para que le cuente todo acerca de la Bruja Escarlata antes de que se case con Doom. Mientras tanto, Magneto y los Young Avengers planean invadir el Castillo de Doom con el fin de traer a Wiccan, pero son detenidos por Wonderman y los Vengadores, que los siguieron en secreto. Una batalla se produce, y Wolverine va en busca de Wanda y de Wiccan para matarlos, pero es detenido por Iron Lad, que afirma que el futuro depende de la supervivencia de Wiccan.
Finalmente, Wanda recupera su memoria y sus poderes. Billy le pide que use su magia para determinar si son o no realmente madre e hijo. Queda claro que lo son, y Wanda le ruega a Billy que lo perdone. Madre e hijo se abrazan amorosamente y lloran de alegría. Wanda ahora está decidida a deshacer el daño que hizo y restaurar a los mutantes. El primer beneficiario es Rictor.
Sin embargo, los X-Men intervienen y, cuando llegan los Vengadores, los dos equipos luchan. Wanda se teletransporta a sí misma y a los Jóvenes Vengadores de regreso a Latveria. Wiccan decide ayudar al Doctor Doom y a Wanda a lanzar un hechizo para devolverles a los mutantes sus poderes. Sin embargo, Patriot se niega a confiar en el Doctor Doom y le dispara una flecha explosiva para detener el hechizo, lo que hace que el Doctor Doom obtenga los poderes de alteración de la realidad de Wanda. El nuevo Doctor Doom teletransporta al equipo después de que Wanda le ruega que renuncie al poder. El Doctor Doom aparece frente a los X-Men, los Vengadores, X-Factor, los Jóvenes Vengadores y Wanda, y se produce una batalla que termina con la muerte de Cassie. Wanda y Wiccan logran drenar el poder del Doctor Doom, y él se va. Iron Lad quiere recuperar el cuerpo de Cassie en la corriente temporal para encontrar a alguien que pueda traerla de regreso, pero Visión lo detiene y posteriormente es destruido. Wanda se va a encontrarse a sí misma, los X-Men regresan a Utopía y los Jóvenes Vengadores deciden disolverse. Wiccan se culpa a sí mismo por todo lo que ha sucedido y termina cayendo en una depresión, pero con Hulkling proponiéndole matrimonio, los dos vuelven a ponerse el disfraz con Hawkeye y Veloz (Patriota se mudó a Arizona) y el Capitán América convierte al equipo en Vengadores de pleno derecho. En un número único de Children's Crusade: Young Avengers, un flash al futuro muestra a Billy vistiendo el uniforme del Dr. Strange, lo que implica que ha alcanzado el manto de Hechicero Supremo en algún momento en el futuro.

#### Batalla contra la madre
Algún tiempo después, se revela que el grupo tomó caminos separados debido a sus varias pérdidas. Billy y Teddy viven juntos con los padres de Billy. Sin embargo, Billy descubre que Teddy ha roto su promesa de dejar de ser superhéroes luchando contra el crimen por la noche. Después de tener una discusión, Billy intenta compensar a Teddy barajando diferentes realidades para encontrar una idéntica a la de ellos en el momento antes de que muriera la madre de Teddy. Billy encuentra este momento y devuelve la vida a la madre de Teddy. Sin embargo, la Madre pronto muestra habilidades extrañas e intenta matar a Billy y Teddy, sin que de alguna manera los padres de Billy se den cuenta. Después de escapar de ella, se encuentran con Loki, quien debido a eventos recientes, es un niño nuevamente. Les dice que la Madre no es en realidad la madre de Teddy, sino un parásito del multiverso que toma la apariencia de lo que sea que los viajeros estén buscando. Debido a sus extrañas habilidades, los adultos son ajenos a lo que sucede alrededor de la Madre, y cualquier padre a su alrededor se convierte en parte de su ejército personal (a excepción de Bruja Escarlata, que es capaz de resistir, pero sigue siendo ajena a lo que está sucediendo, al igual que con el resto de los Vengadores). Los tres pronto se reúnen con Kate, que ha estado teniendo aventuras de una noche con Noh-Varr, mientras se les une América Chávez, una diosa de otro universo con súper fuerza y la capacidad de hacer agujeros en la realidad. Al descubrir que cualquier padre alrededor del grupo cae presa del hechizo de Madre, el grupo usa la nave de Noh-Varr para abandonar la Tierra, mientras que Loki entrenará a Billy en magia para, con suerte, revertir lo que ha hecho. En sus viajes, Loki habla con Teddy sobre los poderes de Billy, diciendo que es muy poco probable que un príncipe alienígena atractivo encuentre a Billy, sea gay y se enamore de él. Teddy comienza a preguntarse si realmente fue creado por Billy para llenar un vacío en su vida. Pronto son convocados de regreso a la Tierra por el exmiembro de los X-Men David Alleyne, quien ha estado trabajando en un trabajo temporal con Tommy. Según él, una figura misteriosa que usa el antiguo atuendo de Patriot secuestró a Tommy, y necesita su ayuda para encontrarlo. Aparentemente, Tommy fue llevado a otra realidad, y América usa sus poderes para permitirles viajar entre mundos. El grupo salta de universo en universo por un tiempo, y finalmente encuentra un universo de adorables criaturas que adoran a Billy como un dios llamado "el Demiurgo". Loki y América han estado tratando de ocultar esto de Billy por un tiempo, pero revelan que un día se convertirá en una entidad conocida como el Demiurgo, y durante su tiempo como este ser, cambiará las leyes de la magia en cada universo y cada período de tiempo, pasado, presente y futuro. Sin embargo, el grupo pronto es emboscado por Madre mientras están entre universos, y se separan. Cuando se reúnen, Teddy le cuenta a Billy lo que él y Loki discutieron, y los dos se separan mientras están en la Tierra. Teddy se toma un descanso del grupo y pronto encuentra un grupo de apoyo para aquellos agraviados por los Jóvenes Vengadores, aparentemente liderado por Madre. Madre secuestra a Teddy y los Jóvenes Vengadores se preparan para salvarlo. Loki desarrolla un plan para que Billy acceda a una fracción del poder del Demiurgo, que debería ser suficiente para matar a Madre. Pensando que serán superados en número por los ejércitos que Madre ha estado acumulando, compuestos por versiones del grupo de otros universos y los padres a los que les ha lavado el cerebro, David llama a todos los héroes con superpoderes menores de 23 años para que los ayuden a luchar, mientras que todos los héroes y villanos mayores del mundo siguen sin saber que algo de esto está sucediendo. Loki, sin embargo, le dice a Billy que Loki solo puede ayudar si está en pleno poder, y Billy usa un hechizo para restaurar a Loki a un adulto joven. Loki y Billy se preparan para darle a Billy un poder casi ilimitado mientras comienza la batalla en Central Park entre el ejército de Madre y los héroes adolescentes y adultos jóvenes del mundo. Kate, América, Noh-Varr y David salvan a Teddy, y Teddy encuentra a Billy en el campo de batalla, quien no puede acceder a su poder. Teddy le dice que está bien y los dos se besan, siendo esta la chispa que Billy necesitaba para acceder al Demiurgo. Billy usa su momento de poder para matar con éxito a Madre, deshaciéndose de su hechizo y de cualquier rastro de ella a través del multiverso. Billy se reúne con sus padres y los presenta al grupo, aunque Loki ha desaparecido. Más tarde, un misterioso benefactor celebra una fiesta en un club, a la que asisten el grupo y todos los héroes que lucharon en la batalla. Aquí, se muestra que Billy y Teddy vuelven a estar en una relación feliz. Los Jóvenes Vengadores pronto se preparan para irse, a excepción de Loki, que estaba mirando desde la distancia y fue el benefactor de la fiesta. El grupo se va, mientras Loki recuerda mientras mira una selfie que todos se tomaron durante sus viajes juntos.

#### Nuevos Vengadores
La profecía de Loki y América se hace realidad poco después de que Billy y Teddy sean reclutados por Sunspot para convertirse en miembros de los Nuevos Vengadores, un equipo que trabaja junto a A.I.M. Un grupo de híbridos Kree-Skull llega a la Tierra, con la intención de que Teddy finalmente ascienda a su posición como el Emperador que unirá a las dos razas en guerra. Incapaz de detener su rayo de teletransportación, Billy va con él a su planeta mientras el resto del equipo intenta un rescate. Al llegar al planeta, descubren que uno de los híbridos ha sido tomado por un mago fantasma llamado Moridun. Es asesinado por Teddy, quien decide regresar y tomar su lugar como Emperador cuando esté listo. Sin que los Nuevos Vengadores lo sepan, Moridun no fue destruido y en realidad se ha apoderado de Billy, quien cambia su nombre en clave a Demiurge. Bajo el control de Moridun, Billy comienza a actuar de manera extraña, sugiriendo que deberían matar a algunos de los ladrones con los que están luchando. Solo cuando un grupo de futuros vengadores viaja en el tiempo para advertirles, Teddy se da cuenta de lo que ha sucedido. A pesar de que los futuros vengadores se preparan para matar a Billy, Teddy lo anima a luchar y logra expulsar a Moridun de su cuerpo, evitando la gran cantidad de muertes que se iban a producir. Más tarde, Sunspot se vuelve rebelde, separando a A.I.M. de los Nuevos Vengadores y abandonando al equipo.
Durante la segunda guerra civil de superhéroes, Wiccan une fuerzas con varios otros hechiceros liderados por Doctor Strange para destruir a un Celestial. Aunque inicialmente dudaba de su derecho a luchar junto a usuarios de magia tan poderosos, su confianza es restaurada por Bruja Escarlata. Sunspot se pone en contacto con él, quien convence a Billy, Teddy y Chica Ardilla para reformar a los Nuevos Vengadores y trabajar junto a A.I.M. para una misión final. Wiccan teletransporta al trío a un helitransporte de S.H.I.E.L.D. para ayudar en el rescate de Songbird antes de reagruparse con Sunspot y enfrentarse al Creador y sus Revengadores. Después de esto, los Nuevos Vengadores se disuelven permanentemente y, como agradecimiento, Sunspot le regala a Wiccan y Hulkling un apartamento con vista a Central Park, lo que permite a la pareja concentrarse en su vida personal por el momento.

#### Guerra de los Reinos
Cuando los Elfos Oscuros invaden Manhattan, Billy es convocado por Loki, quien inicialmente está disfrazado de Kate Bishop, a un bar de drag donde intenta convencerlo de que se ponga del lado de Malekith en la guerra. Loki intenta obtener el perdón de Billy por intentar manipularlo y robar el poder del demiurgo cuando ambos sirvieron como Jóvenes Vengadores, pero él se niega, diciéndole que no es su lugar ya que él no fue el único agraviado. Mientras luchan contra las fuerzas de Malekith, Billy y Teddy ven el asesinato de Loki a manos de Laufey y se abrazan en silencio.

#### Strikeforce
Billy se encuentra repentinamente en un centro médico que maneja armas biológicas junto a Angela, Spider-Woman, Spectrum y Soldado del Invierno sin recordar cómo llegó allí. Es detenido con los demás y es recibido por  Blade, quien explica que el grupo fue tomado por misteriosos cambiaformas y enmarcado por sus acciones. Angela identifica rápidamente a estos cambiaformas como asgardianos y el equipo los rastrea hasta su base. Wiccan se muestra reacio a unirse a la misión, creyendo que están haciendo lo incorrecto al mantener a los Vengadores en la oscuridad sobre su misión, pero está convencido de que es mejor si solo un pequeño grupo de personas sabe sobre los cambiaformas, ya que su poder proviene de personas que tienen conocimiento de ellos. El grupo es atacado por Daimon Hellstrom y, asumiendo que es un cambiaformas disfrazado, Blade lo mata antes de recibir una llamada telefónica de Satana que explica que su hermano está con ella en Las Vegas y está actuando de manera extraña. El equipo va al club de Satana y Wiccan tiene la tarea de destruir al cambiaformas, pero enfatiza que sus poderes no le permiten resucitar a Hellstrom. Destruir al cambiaformas hace que estalle en un enjambre de criaturas más pequeñas que capturan a Wiccan, toman su forma y envían al falso Wiccan a reunirse con Hulkling.Los cambiaformas mantienen al verdadero Wiccan en una celda donde revelan que también han capturado al Doctor Doom y le ordenan a Wiccan que use sus poderes para obtener los secretos de Doom. Debido a su historia con Doom, Wiccan está aprensivo, pero rápidamente se entera de que han capturado a un Doombot y no tienen idea de que no es el verdadero Doctor Doom. Wiccan anima al Doombot y lo usa para escapar. El equipo se retira a una casa segura donde Wiccan se enfrenta al recién resucitado Daimon Hellstrom sobre por qué estaba trabajando con los cambiaformas.

#### Empyre
Teddy luego acepta su herencia y el manto de "Dorrek VIII" a costa de dejar a Billy, se convierte en el nuevo gobernante de la Alianza Kree-Skrull, con lo que comienza los preparativos para invadir la Tierra para "la guerra final".Cuando Hulkling tuvo que romper lazos con Wiccan, afirma que estará en la Tierra cuando regrese.
Cuando el Capitán Marvel y la Antorcha Humana son teletransportados a su apartamento por M'ur-Ginn, Wiccan se entera de las acciones de Hulkling. Wiccan afirma que conoce a Hulkling y que el que acaban de encontrar es un impostor. También revela que tuvieron una boda en el juzgado justo antes de que Hulkling dejara la Tierra para gobernar la Alianza.En la nave insignia de la Alianza Kree/Skrull, Wiccan llega con la Antorcha Humana, el Capitán Marvel y el verdadero Hulkling. Mientras la Antorcha Humana quema la Máscara Inhibidora de Hulkling, el Capitán Marvel usa el Arma Universal en el impostor que afirma que el gatillo de la Pira se ha activado en el sol y se enfrenta a su Acusador.Wiccan teletransporta a la Antorcha Humana y al Capitán Marvel al sol y los mantiene con vida, mientras usan sus habilidades para "domesticar el sol". Esto le dio a Tony Stark y al Sr. Fantástico tiempo suficiente para evitar que el sol explote.
Teddy y Billy se casan por segunda vez. La boda es elaborada e incluye una mezcla de costumbres judías y Skrull/Kree. Asistieron la mayoría de sus antiguos compañeros de equipo y los héroes que ayudaron a la Alianza durante los acontecimientos de "Empyre". Durante la ceremonia, Wiccan es coronado príncipe consorte y mago de la corte de la Alianza Kree/Skrull.

#### Rey de Negro: Wiccan y Hulkling
Después de los eventos de Empyre, el imperio Shi'ar ofrece a Teddy y Billy, el recién coronado emperador y mago de la corte, el regalo de una luna de miel en las playas privadas del imperio del planeta Little Chandilar, con un robot dispensador de champán de cortesía. Los recién casados, junto con la seguridad personal de Teddy (el Acusador Kree Lauri-ell), aceptan esto y se preparan para sus vacaciones. Sin embargo, justo cuando comienzan a establecerse, el planeta es atacado por los dragones simbiontes de Knull. Wiccan y Hulkling entran rápidamente en acción para luchar contra la horda para que Lauri-ell pueda guiar a los civiles a un escape en la nave de la Alianza Kree / Skrull. Mientras busca en el hangar, Lauri-ell encuentra un aterrizaje de naves Kree pero descubre que está pilotado por más simbiontes. Después de derrotar a los dragones, Billy y Teddy intentan ganar algo de tiempo para ellos mismos, pero son interrumpidos por Lauri-ell, seguido por los simbiontes. Se produce una breve batalla, que termina en un corredor colapsado con Teddy atrapado solo en un lado con los simbiontes. Les dice a los demás que lo dejen y comiencen la evacuación, luego procede a intentar mantener a raya a los simbiontes. Lo dominan y comienzan a ganar, pero pronto es salvado por el lanzallamas del amigable robot Champaign. Las llamas hacen que los simbiontes retrocedan y revelen que están controlando los cuerpos de los soldados Kree.
Wiccan llega entonces con la nave de la Alianza para salvar a Teddy, y usa el hechizo "Quiero repeler la oscuridad", proporcionándoles a los dos disfraces mágicos hechos de luz, que repelen a los simbiontes por completo. Hulkling luego estabiliza a los soldados Kree usando su Espada Estelar, y los dos los llevan a bordo de la nave. Wiccan luego usa gran parte de su energía mágica restante para enviar un mensaje a los civiles, diciéndoles que aborden la nave más cercana y sigan a la Alianza, pero las naves pronto son rodeadas por otro enjambre de dragones simbiontes, bloqueando su salida. Teddy arriesga su vida al abandonar la nave y volar al frente para repeler a los dragones y llevar a la flota a un lugar seguro, y lo logra. Doce horas después, Billy, Teddy y Lauri-ell llegan sanos y salvos a la nave insignia principal de la Alianza, y los recién casados finalmente tienen el tiempo a solas que necesitan.

## Poderes y habilidades
Como Wiccan, Billy posee un talento de lanzador de conjuros con los que puede llegar a manipular la realidad.Como Asgardiano, Billy se limita exclusivamente a los hechizos de vuelo y de rayos. Al declarar una intención y se centra en el resultado, Wiccan es capaz de llevar a cabo una gran variedad de hazañas, incluyendo la capacidad de volar, el seguimiento y la localización de personas, crear ilusiones, crear campos de fuerza, teletransportarse a sí mismo y/o a otros, ráfagas de energía, encantamientos, proyección astral, fuerzas telequinéticas y manipulación de la realidad. Sus poderes son muy parecidos a los de la Bruja Escarlata.
Billy tiene que ser capaz de oír sus conjuros para tener éxito, pero algunos de los hechizos de Billy se pueden activar sin palabras. Él siempre ha sido capaz de crear campos de fuerza, teletransportarse a sí mismo y a otros, y generar explosiones de rayos sin esfuerzo. Finalmente demuestra la habilidad de lanzar hechizos sofisticados, sin hablar, como el cambio de su traje a ropa civil, levitar a otros, y la transformación de toda una habitación. Él fue capaz de dejar en coma a veinte terroristas armados con un solo pensamiento cuando perdió el control de sus poderes, causando gran preocupación entre sus compañeros y los Vengadores.
En resumen los poderes de Billy constituyen una versión joven de los del personaje de Wanda Maximoff, estos incluyen deformación de la realidad, telequinesis, teletransportación, entre muchos más. La fuente de su poder hasta la fecha sigue siendo desconocida, pero sus habilidades sugieren que el origen de este bien podría ser mutante, así como mágico.
Wiccan es uno de los muchos posibles candidatos para el manto de Hechicero Supremo, habiendo sido descrito por Vision como «uno de los magos más poderosos del universo Marvel».

## Otras versiones
En el One-Shot Cuentos de Hadas de los Vengadores, Wiccan aparece como la Liebre de Marzo, en una adaptación de Alicia en el País de las Maravillas.

### Exiliados: Días a partir de entonces y ahora
En una realidad donde después de que Hulk fue desechado en el espacio y fue descubierto por Annihilus, causándole la muerte y la aniquilación de tomar la ola a la Tierra; Wiccan aparece como uno de los superhumanos que quedan y parte de los exiliados de Quentin Quire. Al igual que su homólogo convencional, se refiere a Speed como su hermano y a la Bruja Escarlata como su madre.

### La Última Historia de los Vengadores
En una historia One-Shot sobre la última historia de los Vengadores, Billy y Tommy crecieron como hijos de la Bruja Escarlata y Vision. Cuando era niño, Billy fue testigo de la muerte accidental de su madre por su tío, Quicksilver. Su muerte causó finalmente que Billy (conocido como «Billy Maximoff») se convirtiera en villano, haciéndose llamar «El Segador Siniestro». Él y su hermano Tommy se comunican a través de hologramas que Tommy le imploró a su hermano para renunciar a su maldad, diciendo que está preocupado de luchar contra él. Finalmente, el Segador une fuerzas con Kang y con Ultron 54 y luchan «por última vez» contra los Vengadores. Billy parece ser amigo del Oddball de este futuro y los dos discuten el deseo de venganza en contra de su hermano y su padre.
Billy y su hermano son encerrados en la batalla hasta que su padre, Vision, destruye a Ultron, poniendo fin a la lucha. A medida que Vision se está muriendo, le implora a Billy que no debe renunciar a la humanidad del camino que tenía Wanda cuando fue asesinada. Lo que hizo Billy después de la victoria de los Vengadores es desconocido.
A diferencia de la continuidad temporal de Marvel, Tommy heredó las habilidades místicas de su madre y la naturaleza de los poderes de Billy es desconocida. Como el Segador Siniestro, Billy ejerce una hoz de naturaleza desconocida, ya sea tecnológica o mística, que puede teletransportarse de nuevo a él si sale de su mano. La hoz presumiblemente podría reducir lo que quisiera sin causar daño a través de lo que no hizo, por ejemplo, cuando empaló a Jessie Wingfoot sin dañar a Ultron 54. Durante la batalla contra Tommy, su hoz fue capaz de desviar los pernos de la fuerza mística conjurados contra él.

## En otros medios

### Universo cinematográfico de Marvel
Billy Maximoff y William Kaplan aparecen en medios de acción real ambientados en el Universo cinematográfico de Marvel (UCM), interpretados por Baylen Bielitz como un niño de cinco años, Julian Hillard como un niño de diez años y por ahora en 2024 por Joe Locke como un adolescente.
- En la miniserie WandaVision (2021), Billy aparece como una ilusión creada por Wanda Maximoff a través de la magia del caos cuando colocó a Westview, Nueva Jersey, dentro de un «Hex» y muestra la capacidad de envejecer voluntariamente. En el episodio «Now in Color», Wanda queda embarazada por medios desconocidos. A medida que se acelera en un corto período de tiempo, ella y su esposo Visión discuten sobre cómo llamar al bebé si es un niño, con ella presionando por Tommy y Billy de William Shakespeare. Mientras Visión acepta la elección de Wanda, ella da a luz a gemelos, lo que les permite usar ambos nombres. En el episodio «En un episodio muy especial...», ambos niños están representados con la capacidad de envejecer voluntariamente. En el episodio «¡Espectacular estreno de Halloween!», los poderes de Billy comienzan a manifestarse, y puede sentir telepáticamente que Visión se está muriendo y necesita la ayuda de Wanda. En el episodio «Abajo la Cuarta Pared», Billy y su hermano Tommy son llevados más tarde a la casa de Agnes, quien se revela como la bruja Agatha Harkness. Cuando llega Wanda en la casa de Agatha, Billy y su hermano están desaparecidos. En el episodio, «El Final de la Serie», Wanda deshace el maleficio, aparentemente haciendo que sus hijos desaparezcan. Sin embargo, en una escena poscréditos, ella escucha a los gemelos pedir ayuda mientras estudia el Darkhold.
- Una versión de universo alternativo de Billy de Tierra-838 aparece en la película Doctor Strange en el multiverso de la locura (2022), interpretado por Hillard. Durante los sucesos de WandaVision, se revela que estos gritos provienen de realidades alternativas en las que Billy y Tommy realmente existen como humanos. Las estatuas de un Billy adulto como Wiccan también aparecen en el Monte Wundagore, junto con las de Wanda como la Bruja Escarlata.[56] Después de que América Chávez transporta a Maximoff a la Tierra-838, donde Billy y Tommy retroceden ante ella con miedo y llorando por su verdadera madre.
- William Kaplan aparece en la miniserie Agatha All Along (2024), interpretado por Locke.[57][58][59][60]Kaplan nació y creció en Eastview. En su celebración por su Bar Mitzvah, él conoce a la bruja Lilia Calderu, quién le hace una lectura en la palma de su mano. Después que el maleficio creado por Wanda Maximoff comienza a caer, los padres de Kaplan tienen un accidente automovilístico y él muere, hasta que el alma de Billy Maximoff ingresa al cuerpo de Kaplan y lo despierta de repente, dándole la nueva capacidad para leer las mentes de quienes lo rodean y su falta de memoria de su vida anterior. Tres años después como adolescente, Kaplan entabló una relación romántica con un chico llamado Eddie. Al escuchar sobre la existencia de los gemelos, lo que hace que William se dé cuenta de que en realidad es Billy, y para encontrar a su hermano Tommy, él decide reencontrarse con la bruja Harkness para ir al Sendero de las Brujas, junto al nuevo aquelarre de Harkness que lo que buscan hacer es llegar al final a resolver todos sus conflictos personales. Con la ayuda de Harkness, William detecta donde se encuentra Tommy hasta salir del Sendero, luego él rescata a Harkness de Rio Vidal / Muerte, en darle su magia y en lugar de ser entregado a la Muerte, Harkness se sacrifica por William. William descubre que él fue quién creó el Sendero de las Brujas hasta ver a Harkness como un fantasma, sabiendo que su creación fue quien mató a Sharon Davis, Lilia Calderu y Alice Wu-Gulliver, aunque sabe que Jennifer Kale sí quedó viva. Después de que William intentara desterrar a Harkness, él la toma como guía, cerrando el Sendero por completo al grabar los nombres de Sharon, Alice y Lilia, quienes murieron allí, y él y Harkness se van a buscar a Tommy.

### Videojuegos
- Wiccan hace un cameo en el final de Doctor Strange en Ultimate Marvel vs. Capcom 3. Se le muestra sentado junto a Bruja Escarlata en una reunión de místicos de todos los universos de Marvel y Capcom.[61]
- Wiccan aparece como un disfraz mejorado para Bruja Escarlata en Marvel Heroes, con la voz de Kyle Hebert.[62]
- Wiccan es un personaje jugable en Lego Marvel Vengadores, con la voz de J.P. Karliak.[63]
- Wiccan es un personaje jugable en Marvel Future Fight.[64]
- Wiccan aparece como un personaje reclutable en Marvel Avengers Academy durante el evento Young Avengers.[65]
- Wiccan es un personaje jugable en Lego Marvel Super Heroes 2.
- Wiccan aparece como personaje jugable en Marvel Contest of Champions.[66]